# Bisbat de San Miniato
El bisbat de San Miniato (italià: diocesi di San Miniato; llatí: Dioecesis Sancti Miniati o Dioecesis Miniatopolitana) és una seu de l'Església catòlica, sufragània de l'arquebisbat de Florència, que pertany a la regió eclesiàstica Toscana. El 2010 tenia 158.000 batejats d'un total 170.142 habitants. Actualment es troba vacant.
El patró principal de la diòcesi és sant Genís màrtir.

## Territori

Mapa de la diòcesi

La diòcesi comprèn 19 municipis de les províncies de Florència, Pisa i Pistoia.
La seu episcopal es troba a la ciutat de San Miniato, on es troba la catedral de Santa Maria Assunta e San Genesio
El territori s'estén sobre 691 km², i està dividit en 4 vicariats, que estat subdividits en 21 unitats pastorals i 91 parròquies.

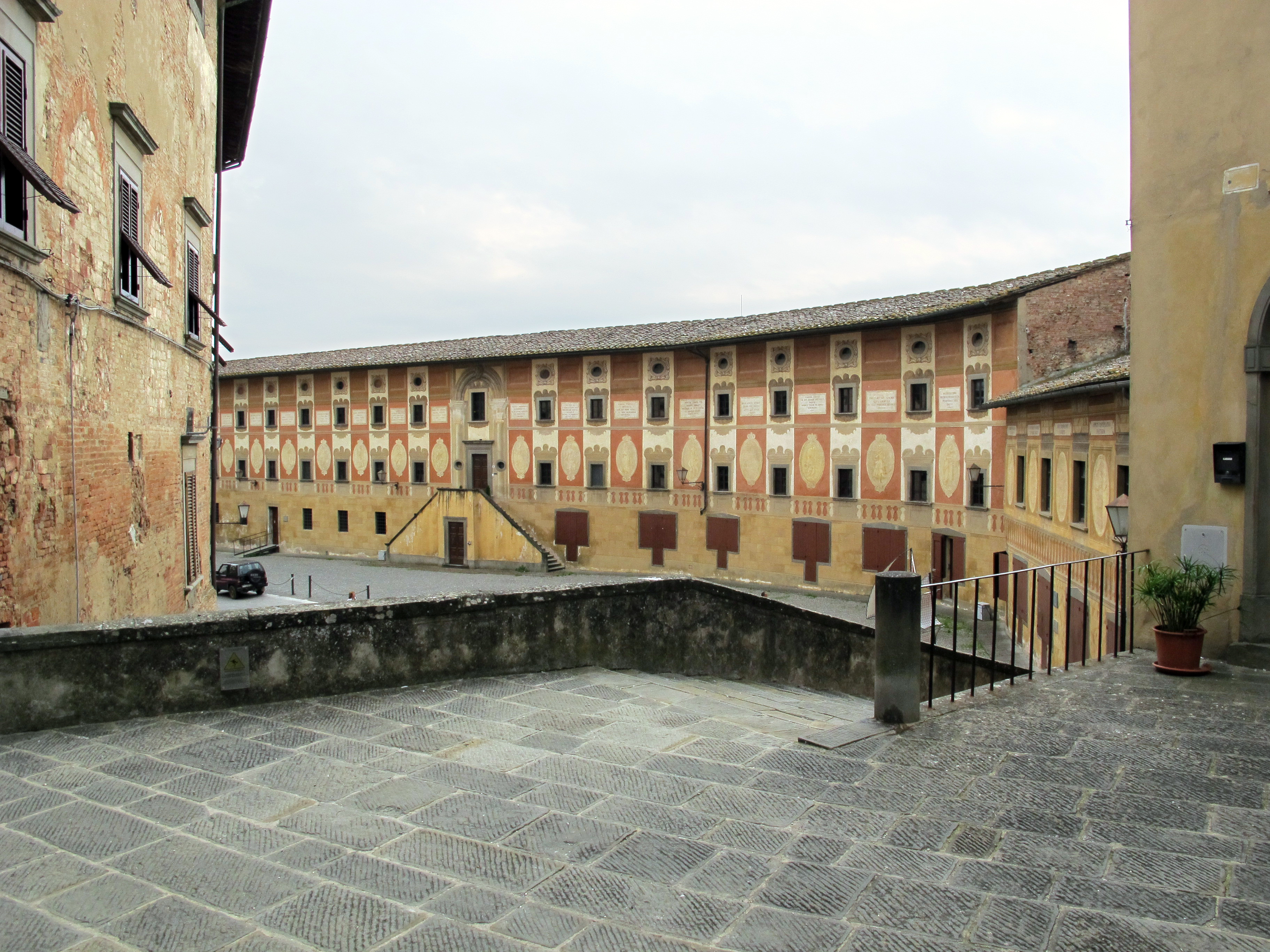
El palau del seminari.

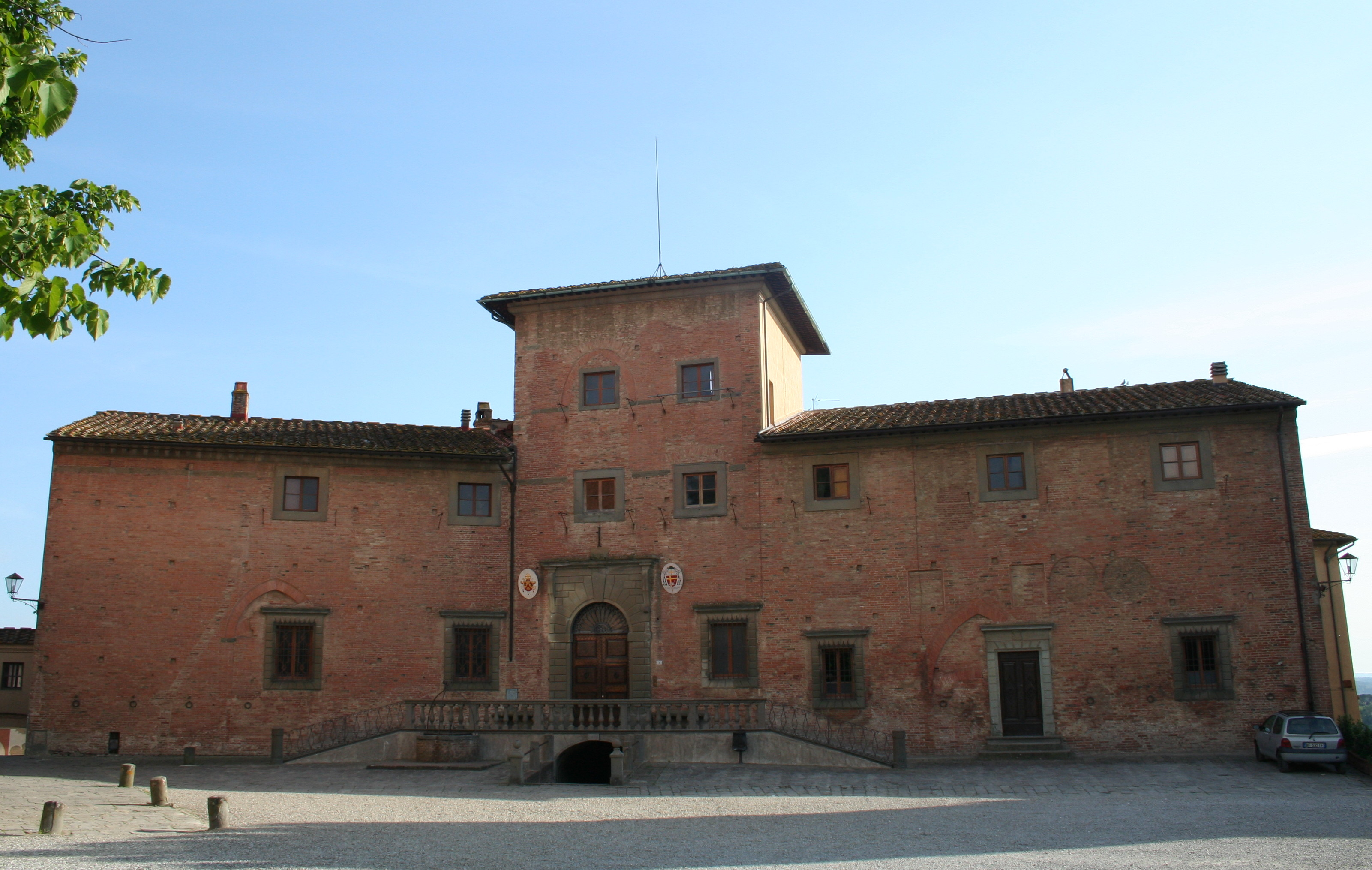
El palau episcopal.

## Història
San Miniato és esmentat per primera vegada al segle viii en un pergamí del 788, sobre un oratori dedicat a Sant Miniato dependent de la Parròquia eclesiàstica de Sant Genís. En 1248 l'església parroquial de Sant Genís, amb el seu capítol, va ser traslladat a San Miniato, a l'església de Santa Maria. Posteriorment, l'església parroquial va ser elevat al rang de col·legiata i en 1526, en virtut d'una butlla del Papa Climent VII, el seu prebost obtingué l'ús d'insígnies pontificals.
En 1408 la república de Florència tenia la intenció d'erigir una diòcesi de San Miniato, per eliminar-la de la jurisdicció de l'arxidiòcesis de Lucca. No obstant això, el projecte no es va concretar fins a dos segles més tard, gràcies en gran part als esforços de Maria Magdalena d'Àustria, vídua de Cosme II de Mèdici. La diòcesi va ser erigida el 5 de desembre de 1622 amb la butlla Pro excellenti del Papa Gregori XV, amb territori pres a l'arxidiòcesi de Lucca, amb un total de 118 parròquies de l'època. L'antiga col·legiata va ser elevat al rang de catedral, amb el títol de Santa Maria Assunta e San Genesio.
Per al territori de la nova diòcesi va ser també agregada la col·legiata de Sant Giovanni Battista de Fucecchio, amb les seves dependències, que estava exempta de la jurisdicció dels arquebisbes de Lucca i sotmesa directament a l'abadessa del monestir de les Clarisses de Gattaiola que exercien una jurisdicció gairebé episcopal.
El bisbe Alejandro Strozzi va celebrar el primer sínode diocesà (1638). En 1650 el bisbe Angelo Pichi va instituir el seminari, que es va convertir en residencial en 1685 i va ser ampliat al segle següent. Els primers prelats de Sant Miniato van tenir una gran preocupació pastoral, amb sínodes freqüents i visites pastorals, en un territori que durant els segles poques vegades havien rebut visites de Lucca.
A la primera meitat del segle xix, sota l'episcopat de Torello Pierazzi es van establir la biblioteca del seminari i la caixa d'estalvis.
Des de 1937 es publica al setmanari diocesà La domenica.

## Cronologia episcopal
- Francesco Nori † (11 de març de 1624 - 30 de desembre de 1631 mort)
- Alessandro Strozzi † (8 de març de 1632 - 28 d'agost de 1648 mort)
- Angelo Pichi † (23 de novembre de 1648 - 12 de desembre de 1653 mort)
- Pietro Frescobaldi † (19 d'octubre de 1654 - 11 de desembre de 1654 mort)
- Giovan Battista Barducci † (26 de juny de 1656 - 17 de setembre de 1661 mort)
- Mauro Corsi, O.S.B.Cam. † (31 de juliol de 1662 - 30 de desembre de 1680 mort)
- Jacopo Antonio Morigia, B. † (1 de setembre de 1681 - 15 de febrer de 1683 nomenat arquebisbe de Florència)
- Michele Carlo Visdomini Cortigiani † (24 de març de 1683 - 15 de gener de 1703 nomenat bisbe de Pistoia i Prato)
- Giovanni Francesco Maria Poggi, O.S.M. † (19 de febrer de 1703 - 14 d'abril de 1719 mort)
- Andrea Luigi Cattani † (4 de març de 1720 - 28 d'octubre de 1734 mort)
- Giuseppe Suares de la Concha † (26 de gener de 1735 - 27 d'octubre de 1754 mort)
- Domenico Poltri † (4 d'agost de 1755 - 30 de setembre de 1778 mort)
- Francesco Brunone Fazzi † (12 de juliol de 1779 - 22 de gener de 1806 mort)
- Pietro Fazzi † (6 d'octubre de 1806 - 25 d'agost de 1832 mort)
- Torello Romolo Pierazzi † (23 de juny de 1834 - 31 de gener de 1851 mort)
  - Sede vacante (1851-1854)
- Francesco Maria Alli Maccarani † (30 de novembre de 1854 - 10 d'abril de 1863 mort)
  - Sede vacante (1863-1867)
- Annibale Barabesi † (22 de febrer de 1867 - 2 de febrer de 1897 mort)
- Pio Alberto del Corona, O.P. † (2 de febrer de 1897 - 30 d'agost de 1907 nomenat arquebisbe titular de Sardica)
- Carlo Falcini † (30 d'agost de 1907 - 13 de gener de 1928 mort)
- Ugo Giubbi † (13 de juliol de 1928 - 23 de setembre de 1946 mort)
- Felice Beccaro † (26 de novembre de 1946 - 9 de febrer de 1972 mort)
- Paolo Ghizzoni † (15 d'abril de 1972 - 11 de juny de 1986 mort)
- Edoardo Ricci † (27 de febrer de 1987 - 6 de març de 2004 jubilat)
- Fausto Tardelli (6 de març de 2004 - 8 d'octubre de 2014 nomenat bisbe de Pistoia)

## Estadístiques
A finals del 2010, la diòcesi tenia 158.000 batejats sobre una població de 170.142 persones, equivalent al 92,9% del total.
| any  | població | població | població | sacerdots | sacerdots       | sacerdots       | sacerdots             | diaques | religiosos | religiosos | parroquies |
| ---- | -------- | -------- | -------- | --------- | --------------- | --------------- | --------------------- | ------- | ---------- | ---------- | ---------- |
| any  | batejats | total    | %        | total     | clergat secular | clergat regular | batejats por sacerdot | diaques | homes      | dones      |            |
| 1950 | 133.208  | 133.228  | 100,0    | 174       | 155             | 19              | 765                   |         | 27         | 282        | 109        |
| 1970 | 134.500  | 134.800  | 99,8     | 158       | 133             | 25              | 851                   |         | 29         | 260        | 107        |
| 1980 | 144.390  | 145.034  | 99,6     | 125       | 110             | 15              | 1.155                 |         | 17         | 253        | 107        |
| 1990 | 147.205  | 148.685  | 99,0     | 106       | 95              | 11              | 1.388                 | 1       | 12         | 168        | 91         |
| 1999 | 151.403  | 152.826  | 99,1     | 94        | 79              | 15              | 1.610                 | 4       | 16         | 137        | 90         |
| 2000 | 151.349  | 152.398  | 99,3     | 92        | 78              | 14              | 1.645                 | 4       | 15         | 123        | 90         |
| 2001 | 153.258  | 154.454  | 99,2     | 77        | 64              | 13              | 1.990                 | 4       | 14         | 122        | 90         |
| 2002 | 152.884  | 154.937  | 98,7     | 78        | 62              | 16              | 1.960                 | 5       | 18         | 103        | 90         |
| 2003 | 151.419  | 154.937  | 97,7     | 71        | 56              | 15              | 2.132                 | 4       | 16         | 135        | 91         |
| 2004 | 156.537  | 158.355  | 98,9     | 86        | 71              | 15              | 1.820                 | 4       | 16         | 115        | 91         |
| 2010 | 158.000  | 170.142  | 92,9     | 79        | 62              | 17              | 2.000                 | 11      | 21         | 108        | 91         |